# Santo Domingo Roayaga
Santo Domingo Roayaga är en kommun i Mexiko.   Den ligger i delstaten Oaxaca, i den sydöstra delen av landet, 400 km sydost om huvudstaden Mexico City.
Följande samhällen finns i Santo Domingo Roayaga:
- Santa María Tonaguia